# Megachernes papuanus
Megachernes papuanus är en spindeldjursart som beskrevs av Beier 1948. Megachernes papuanus ingår i släktet Megachernes och familjen blindklokrypare. Inga underarter finns listade i Catalogue of Life.